# Rifugio Carestiato
Das Rifugio Carestiato (vollständiger Name Rifugio Bruto Carestiato; deutsch Carestiatohütte) ist eine alpine Schutzhütte der Sektion Agordo des Club Alpino Italiano (CAI). Sie liegt in der italienischen Region Venetien in der Civetta-Moiazza-Gruppe innerhalb der Dolomiten auf einer Höhe von 1834 m s.l.m. auf dem Gemeindegebiet von Agordo. Die Hütte ist in der Regel von Mitte Mai bis Anfang Oktober sowie von Weihnachten bis Heilige-Drei-Könige geöffnet und verfügt über 40 Schlafplätze.

## Lage
Die Hütte liegt aussichtsreich am Col dei Pass etwa 2 km südöstlich des Südgipfels der Moiazza (Moiazza Sud). Unweit hinter bzw. nördlich der Hütte erhebt sich die nahezu senkrechte Felswand der Cima Cattedrale.
An der Hütte führt sowohl der Dolomiten-Höhenweg 1 als auch der Traumpfad München-Venedig vorüber.

## Geschichte
Die Schutzhütte wurde auf Betreiben der Sektion Agordo des CAI und dank der finanziellen Unterstützung der Familie Carestatio zwischen 1948 und 1949 errichtet. Das Baumaterial musste anfangs mühsam zur Baustelle rauf getragen werden, da der Bauplatz am Col dei Pass nur über Wege zu erreichen war. Erst später stellten die Alpini Tragtiere für den Transport zur Verfügung. Der Zugang über die Forststraße vom Passo Duran wurde erst 1978 fertiggestellt. Die Hütte ist dem 1943 in der Civetta-Gruppe tödlich verunglückten Bruto Carestatio gewidmet. Sie wurde Anfang der 1970er Jahre vergrößert und zwischen 2005 und 2006 von Grund auf renoviert.

## Zustiege
- Vom Passo Duran 1605 m ⊙ auf Weg 549 in etwa einer ¾–1 Stunde
- Von Àgordo-Farénzena 780 m ⊙ auf Weg 548 in etwa 3 ½ Stunden

## Nachbarhütten
- Zum Rifugio Vazzoler, 1714 m ⊙ auf Weg 555 und 554 in etwa 3 ½ Stunden
- Zum Rifugio Pramperét, 1857 m ⊙ auf Weg 549 und 543 in etwa 5 Stunden

### Karten
- Tabacco-Karte 1:25.000, Blatt Nr. 015, Marmolada - Pelmo - Civetta - Moiazza
- Tabacco-Karte 1:25.000, Blatt Nr. 025, Dolomiti di Zoldo - Cadorine e Agordine